# Нікіфорос (співак)
Нікіфорос (грец. Νικηφόρος Βιθούλκας, 24 травня 1988, Афіни) — грецький поп-співак, учасник грецького  X Factor II, автор музики та лірики більшості своїх пісень.

## Біографія

### Ранні роки
Нікіфорос народився в Афінах  24 травня 1988 року. Він провів своє дитинство в Превеза і на Родосі.  З ранніх років захоплювався  музикою, навчався грати на   гітарі, вивчав сольфеджіо та гармонію. 
В 15 років  створив  групу Dreamers (укр. Мрійники), з якої він виступав на шкільних заходах, в клубах в місті Превеза. У 17 років він разом з групою  взяв участь в музичному всегрецькому конкурсі, де він завоював 2 місце за індивідуальне виконання  пісні і 3 місце здобула група Dreamers серед музичних колективів. Навчається в університеті в  Патрах на фізичному факультеті. 

### Початок професійної кар'єри
В Патрах почав співати на професійному рівні в престижних клубах «Апофеоз» і «Вулкан» .
Справжню популярність співак здобув після участі у другому сезоні талант-шоу  The X-Factor, яке створює телеканал ANT1. Нікіфорос  не здобув перемогу у проекті, проте після вибуття із конкурсу підписав контракт  з Heaven Music і оселився в  Афінах. Першим синглом, який був  випущений  Heaven Music, був «Υποσχέσου» (укр. Обіцяй),  любовна балада,  музику і текст до якої написав сам Нікіфорос
Влітку  2010 року бере участь в турне  Йоргоса Мазонакіса по Греції. Взимку 2010 — 2011 року співпрацює з Йоргосом  Мазонакісом, Vegas і Паолою в  Салоніках. Наприкінці жовтня 2011 року було завершено зйомки кліпу на пісню «Μη μου λες πως μ’αγαπάς», які протягом двох днів відбувалися в Афінах під керівництвом режисера Костянтина Рігоса. 
11 листопада 2011 року стартувала спільна програма  Лукаса Йоркаса із Нікіфоросом та  Теохарісом Іоаннідісом у клубі «Messiah!» (Колонакі, Афіни). В черні 2012 року Нікіфорос записує нову пісню "Κάνω κύκλους", яку виконує в дуеті з вокалісткою Vegas Меліною Макрі. В липні 2012 року режисером Алексом Константінідісом був знятий кліп на пісню "Κάνω κύκλους" під ліцензією Heaven Music.
6 березня 2013 року відбувся офіційний реліз нового альбому співака під назвою «Τα Λόγια Καίγονται».

## Дискографія
- 2010: Υποσχέσου
- 2013: Τα Λόγια Καίγονται
- 2016: Best Of

### Пісні
- 2011: Μη Μου Λες Πως Μ' Αγαπάς
- 2012: Τρελός
- 2014: Μόνος Μου
- 2015: Εδώ Στα Δύσκολα
- 2015: Απόψε Τέλειωσες
- 2016: Βόλτα
- 2016: Σαν Τα Μάτια Σου
- 2017: Άσπρο Πάτο
- 2018: Ο Άντρας Που Ξέρεις
- 2018: Σαν Αλήτης
- 2018: Ξέρω Τι Κάνω
- 2019: Έχω Τα Δικά Μου
- 2019: Τα Λέμε Το Βράδυ
- 2020: Είναι Που Νιώθω